# Louis-Joseph-Raphaël Collin

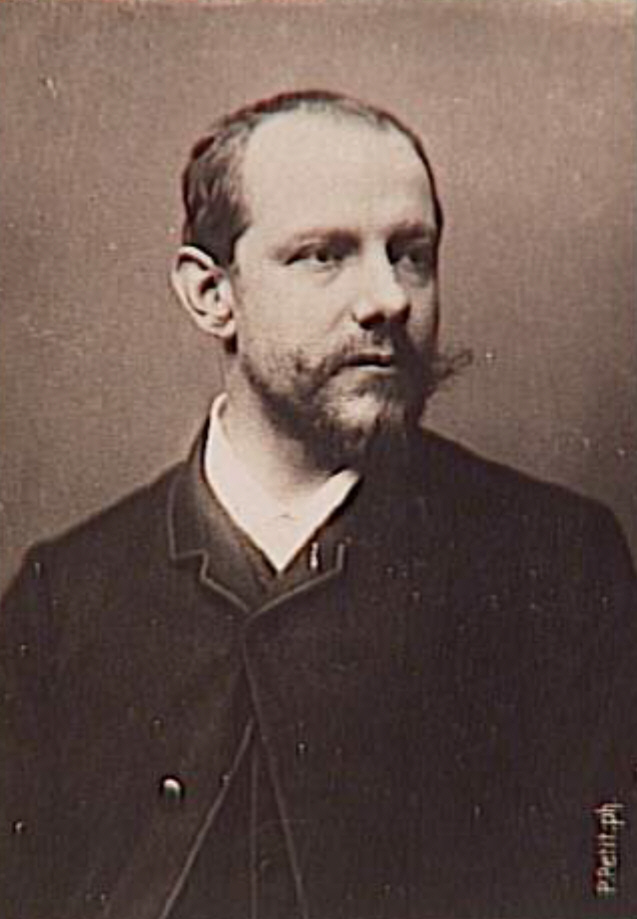
Raphaël Collin fotografiado por Pierre Petit.

Louis-Joseph-Raphaël Collin, también conocido simplemente como Raphaël Collin (17 de junio de 1850 – 21 de octubre de 1916) fue un pintor francés nacido y creiado en París, donde fue un prominente pintor, académico y profesor.  Es conocido principalmente por los vínculos que creó entre el arte francés y japonés, tanto en pintura y como en cerámica.

## Primeros años
Collin estudió en la escuela de Saint-Louis, luego fue a Verdun donde asisitión a la escuela junto con Jules Bastien-Lepage; convirtiéndose en amigos cercanos. Más adelante, viajó a París donde estudió en el atelier de Bouguereau y juntó a Lepage trabajó en el taller de Alexandre Cabanel, al lado de Fernand Cormon, Aimé Morot y Benjamin Constante. Ahí, Collin pintó bodegones, desnudos, retratos y piezas de género. Acostumbraba a pintar sus temas en plein aire con una paleta clara y luminosa.

## Carrera
Hacia 1873 exhibió en el Salón de París con gran éxito. Ahí, ganó algunos premios que ayudaron a que su carrera despegara, aunque ya desde antes estaba recibiendo un creciente número de encargos para pintar murales en importantes edificios públicos de París, incluyendo algunos de los más prominentes centros culturales de París: el Hôtel de Ville, el Théatre de l'éon, y el Opéra-Comique.
En su obra más temprana, Collin siguió de cerca los postulados del academicismo francés. Al igual que los pintores del Renacimiento, los academicistas del siglo XIX utilizaron motivos históricos, religiosos o alegóricos en sus pinturas para comunicar una idea. Aún dentro de los parámetros de este arte, Collin hizo modificaciones sutiles al estilo académico aceptado, introduciendo elementos de la técnica impresionista a sus escenas alegóricas. 
Durante las últimas décadas del siglo XIX, la pintura académica en Francia emtró en crisis, eclipsada por los nuevos movimientos artísticos del impresionismo y el simbolismo. La amistad de Collin con los impresionistas le permitió entender la nueva dirección que la pintura contemporánea tomaría. Por consiguiente, adoptó su trabajo a tales cambios. En algunas pinturas como Mujer Joven,  logró congeniar el estilo académico y las innovaciones de los impresionistas y de los Nabis. Collin comenzó por enfatizar la superficie de la pintura reduciendo la profundidad espacial de sus cuadros así como utilizando áreas de color concentrado. Aun así, nunca abandonó completamente los elementos del academicismo: la alegoría y el naturalismo.

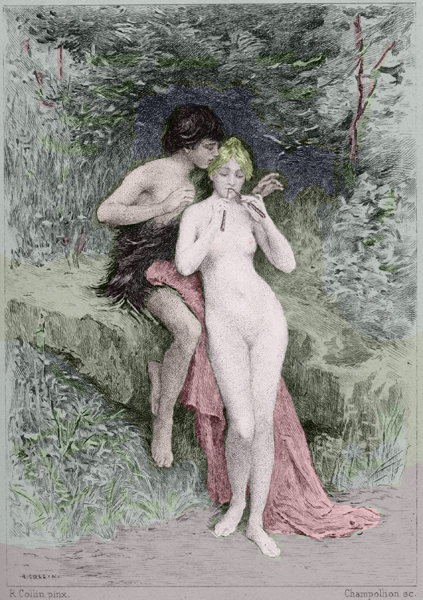
Dafnis y Cloe.

Collin fue muy importante en el intercambio artístico entre París y Tokio durante finales del siglo XIX. Artistas como Ada Thilen, Kuroda Seiki, Kume Keiichirō y Oka
da Saburōsuke (1869–1939), entre otros, estudiarion en su taller y en la Académie Colarossi, donde Collin era socio. Kuroda y Kume, quienes posteriormente fueron profesores en la Escuela de Bellas Artes de Tokio (Tokyo Bijutsu Gakkō), fueron especialmente decisivos en introducir en Japón los métodos de enseñanza académica de Collin, así como la paleta de colores más luminosos, el trazo y el pleinairismo. Esta tutoría de la primera generación japonesa de pintores al óleo contribuyó a la consideración especial que esta técnica sigue gozando en el país nipón.
Collin también ilustró muchos libros. Destacan Daphnis y Chloé (1890) y Chansons de Bilitis (1906).

## Honores
- 1889: Grand Premio, Exposición Universal.
- 1894: Oficial de la Legión de Honor.
- Caballero de la Orden de San Miguel de Baviera.
- Orden del Sol Naciente de Japón.

## Galería

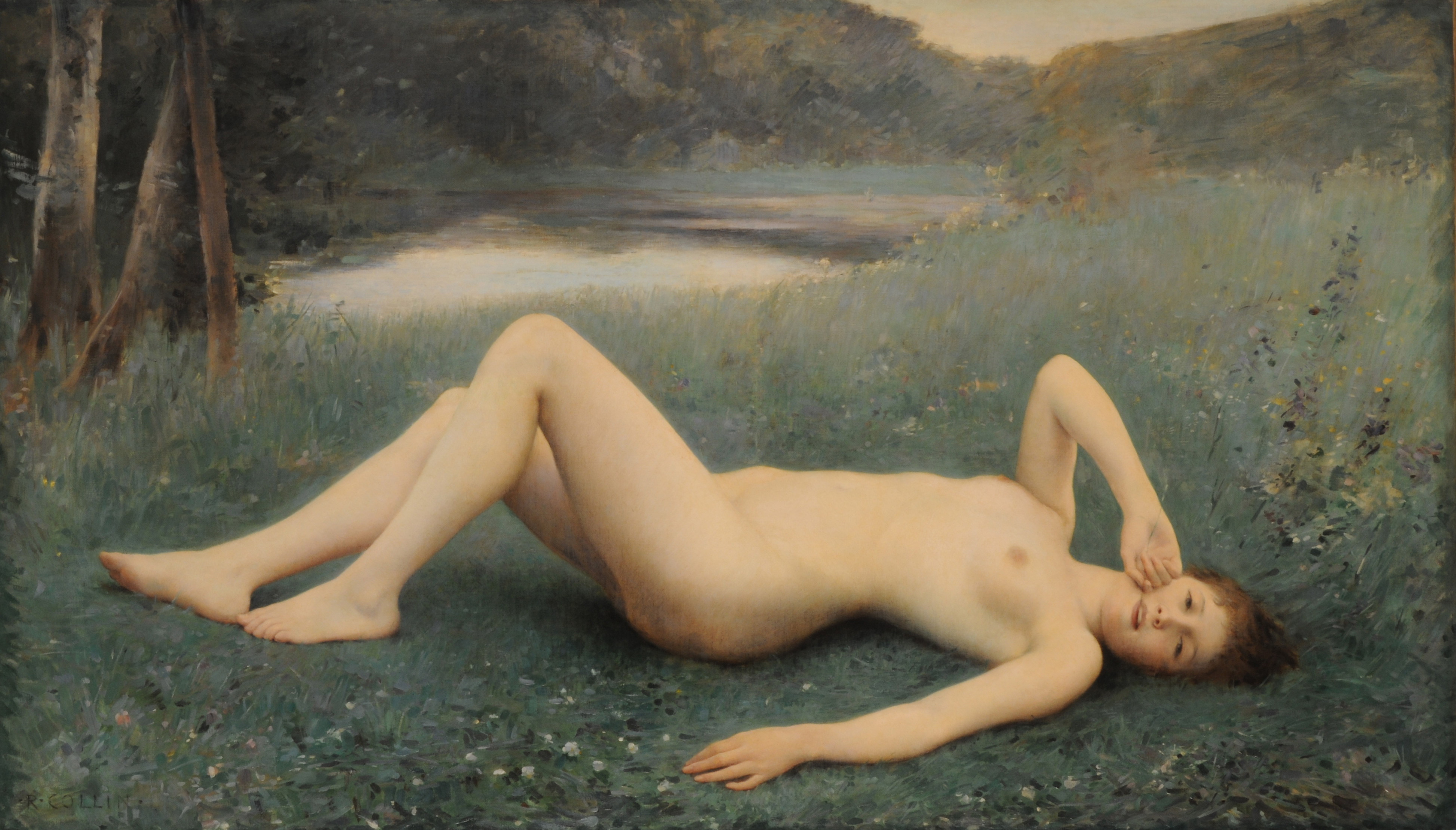
Floréal. Óleo sobre tela, 1888.
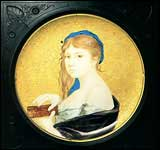
Plato de Théodore Deck, decorado por Collin, Musée du Petit Palais, París
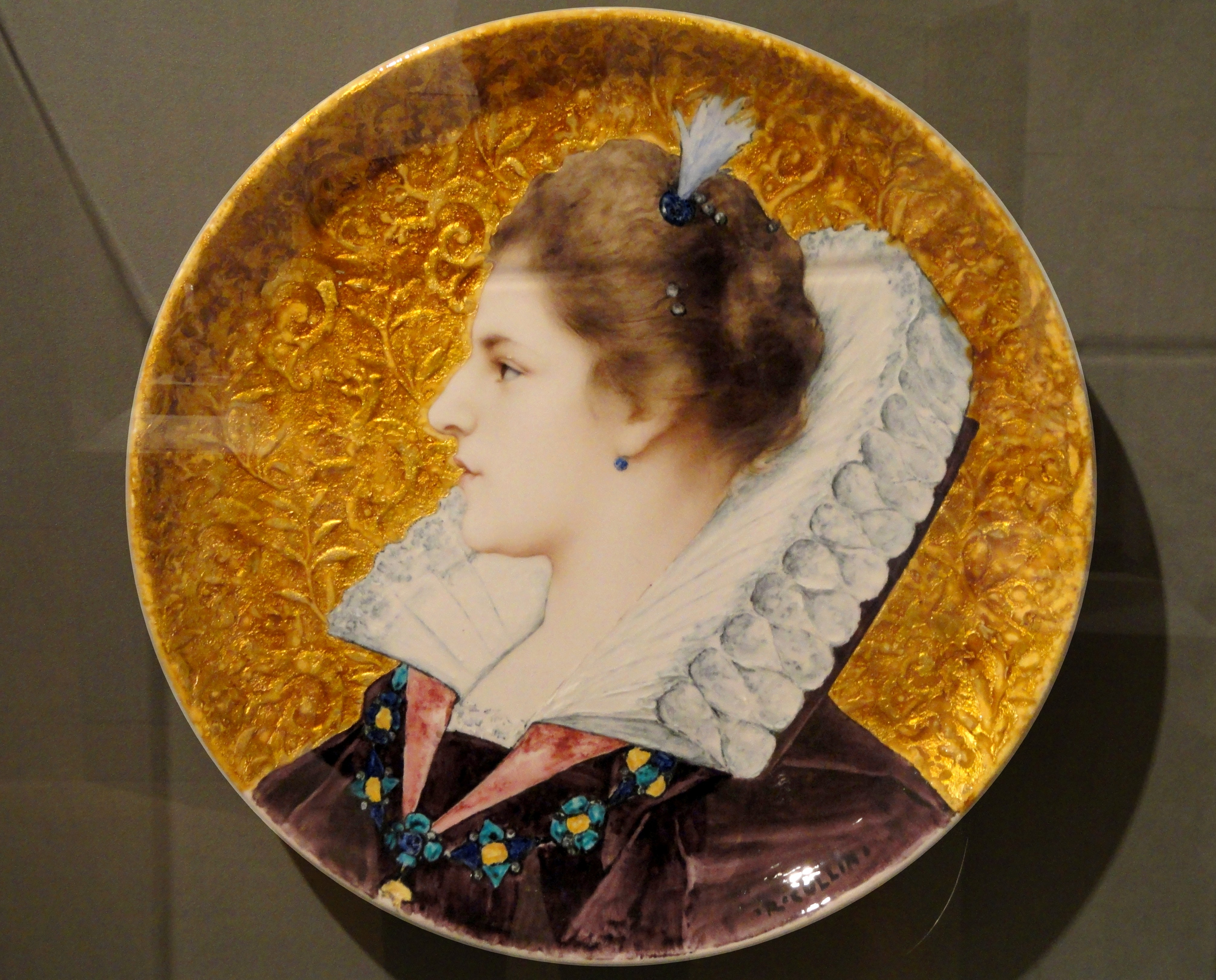
Plato de Théodore Deck, decorado por Collin, Indianapolis Museum of Art
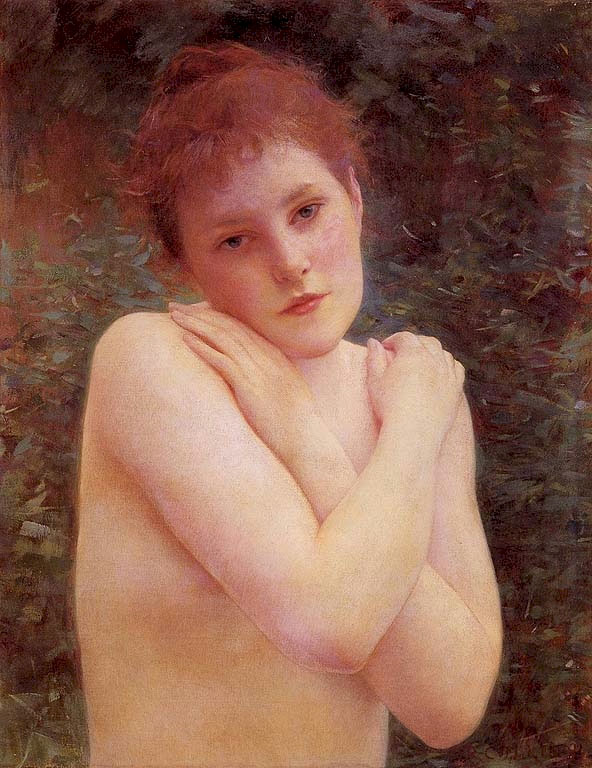
Raphael Desnudo, 1892
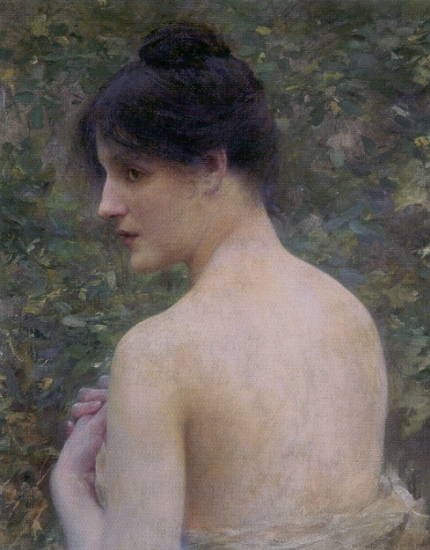
La belleza, 1889

## Principales obras
- Idylle, 1875
- Daphnis & Chloé, 1877  (exhibido en el Musée des Pretendientes-Artes et de la Dentelle, Alençon)
- Retrato del padre del artista, 1887
- Retrato de M S Hayem, 1879
- Retrato de Mlle C, 1880
- La Musique, 1880
- Petits Retratos en plein aire, 1881
- Idylle, 1882
- Été, 1884
- Floréal, 1886
- Aleta d'été & Jeunesse Sorbonne, 1889
- Plafond Verter l'Odéon, 1891
- Au bord de la mer, 1892